# Ferid Murad
Ferid Murad (Whiting, 14 settembre 1936 – Menlo Park, 4 settembre 2023) è stato un medico e farmacologo statunitense.

## Biografia
Nato in America da genitori di origine albanese-macedone.

Nel 1998 vinse assieme a  Robert Furchgott e Louis Ignarro il Premio Nobel per la medicina con la seguente motivazione:
Nel maggio 2012 fu nominato cittadino onorario del comune macedone di Čair, parte della capitale Skopje. Inoltre fu membro della Accademia di Scienze ed Arti del Kosovo.